# 5566
5566 là một nhóm nhạc nam của Đài Loan, được thành lập dưới trướng công ty Âm nhạc Jungiery hay J-Star. Tên gọi của nhóm xuất phát từ số lượng năm thành viên ban đầu (Vương Nhân Phủ, Hứa Mạnh Triết, Vương Thiệu Vỹ, Bành Khang Dục và trưởng nhóm Tôn Hiệp Chí), hoạt động trong sáu lĩnh vực giải trí (ca hát, phim điện ảnh và phim truyền hình, dẫn chương trình, người mẫu, quảng cáo và vũ đạo). Trong suốt quá trình phát triển sự nghiệp của mình, nhóm đã tham gia đóng ba bộ phim thần tượng: Người tình MVP, Thiếu niên phố Tây và Đấu trường tham vọng. Họ còn phát hành bốn album: 1st Album (首張專輯), Boyfriend, Đã Lâu Không Gặp (好久不見 Long Time No See) và Bravo; hai album tuyển tập: C'est Si Bon Greatest Hits, I Love 56 - Re-emerging Legends: 5 Years Greatest Hits (我愛56-傳說再現5年極精選); và tham gia hát bốn bản nhạc phim: Nhạc phim Người tình MVP, Nhạc phim Thiếu niên phố Tây, Nhạc phim Đấu trường tham vọng và Anh Dã 3+1.
5566 tan rã vào năm 2008, nhưng đã tái hợp vào năm 2014 và 2016.

## Lịch sử

### Từ năm 2014 trở đi
Tháng 1 năm 2014 chứng kiến sự tái hợp trên sân khấu của 5566 khi tất cả các thành viên trừ Bành Khang Dục đều xuất hiện với tư cách khách mời đặc biệt tại một buổi hòa nhạc của ban nhạc nam Đài Loan thân thiết là Ngũ Nguyệt Thiên. Trong lần hợp tác này, hai nhóm nhạc đã trình diễn một bản nhạc hỗn hợp các ca khúc hit của 5566 lẫn Ngũ Nguyệt Thiên.